# アフンババイェフ
アフンババイェフ (ラテン文字:Oxunboboyev, Axunbabayev, Axunbabaev, Akhunbabaev、ウズベク語: Oxunboboyev / Охунбобоев、ロシア語: Ахунбабаев) はウズベキスタン・アンディジャン州の都市である。州都のアンディジャンからは南東に約30kmの地点にある。2012年の人口は16,078人となっている。「アフンババエフ」と表記されることもある。

## 概要
1975年に都市として設立された。都市名はウズベク・ソビエト社会主義共和国の初代執行委員会議長であったユルダシュ・アフンババイェフに由来している。街の主な産業は綿花栽培とセメントやコンクリートなどの建築資材産業である。
街にはアンディジャンからキルギスのオシへと向かうウズベキスタン鉄道の駅がある。

## 教育施設
- アフンババイェフ地区第7学校[3]